# Sedum suaveolens
Sedum suaveolens är en fetbladsväxtart som beskrevs av M. Kimnach. Sedum suaveolens ingår i Fetknoppssläktet som ingår i familjen fetbladsväxter. Inga underarter finns listade i Catalogue of Life.